# Llista d'asteroides/216301-216400
| Nom      | Designació provisional | Data de descobriment   | Lloc de descobriment | Descobridor/s          |
| -------- | ---------------------- | ---------------------- | -------------------- | ---------------------- |
| 216301 - | 2007 RC137             | 14 de setembre de 2007 | Mount Lemmon         | Mt. Lemmon Survey      |
| 216302 - | 2007 RJ149             | 12 de setembre de 2007 | Anderson Mesa        | LONEOS                 |
| 216303 - | 2005 GH152             | 14 de setembre de 2007 | Mount Lemmon         | Mt. Lemmon Survey      |
| 216304 - | 2002 JW116             | 18 de setembre de 2007 | Kitt Peak            | Spacewatch             |
| 216305 - | 1999 TR168             | 6 d'octubre de 2007    | Socorro              | LINEAR                 |
| 216306 - | 2007 TZ56              | 4 d'octubre de 2007    | Kitt Peak            | Spacewatch             |
| 216307 - | 2007 TM92              | 5 d'octubre de 2007    | Kitt Peak            | Spacewatch             |
| 216308 - | 2003 SY347             | 8 d'octubre de 2007    | Mount Lemmon         | Mt. Lemmon Survey      |
| 216309 - | 2007 TZ121             | 6 d'octubre de 2007    | Kitt Peak            | Spacewatch             |
| 216310 - | 2007 TJ125             | 6 d'octubre de 2007    | Kitt Peak            | Spacewatch             |
| 216311 - | 2000 SU240             | 9 d'octubre de 2007    | Catalina             | CSS                    |
| 216312 - | 1994 TY16              | 8 d'octubre de 2007    | Socorro              | LINEAR                 |
| 216313 - | 2007 TL157             | 9 d'octubre de 2007    | Socorro              | LINEAR                 |
| 216314 - | 2000 SC358             | 13 d'octubre de 2007   | Socorro              | LINEAR                 |
| 216315 - | 2007 TJ196             | 7 d'octubre de 2007    | Mount Lemmon         | Mt. Lemmon Survey      |
| 216316 - | 2003 UU414             | 8 d'octubre de 2007    | Kitt Peak            | Spacewatch             |
| 216317 - | 2007 TK234             | 8 d'octubre de 2007    | Kitt Peak            | Spacewatch             |
| 216318 - | 2007 TB241             | 7 d'octubre de 2007    | Catalina             | CSS                    |
| 216319 - | 2007 TY286             | 10 d'octubre de 2007   | XuYi                 | PMO NEO Survey Program |
| 216320 - | 2007 TN353             | 8 d'octubre de 2007    | Anderson Mesa        | LONEOS                 |
| 216321 - | 2007 TN363             | 14 d'octubre de 2007   | Mount Lemmon         | Mt. Lemmon Survey      |
| 216322 - | 2007 UN22              | 16 d'octubre de 2007   | Kitt Peak            | Spacewatch             |
| 216323 - | 2003 AC48              | 20 d'octubre de 2007   | Mount Lemmon         | Mt. Lemmon Survey      |
| 216324 - | 2007 UN98              | 30 d'octubre de 2007   | Kitt Peak            | Spacewatch             |
| 216325 - | 1998 HW26              | 30 d'octubre de 2007   | Kitt Peak            | Spacewatch             |
| 216326 - | 2007 UP123             | 31 d'octubre de 2007   | Mount Lemmon         | Mt. Lemmon Survey      |
| 216327 - | 2007 UP129             | 16 d'octubre de 2007   | Kitt Peak            | Spacewatch             |
| 216328 - | 2007 VG8               | 5 de novembre de 2007  | Catalina             | CSS                    |
| 216329 - | 2005 EF242             | 2 de novembre de 2007  | Mount Lemmon         | Mt. Lemmon Survey      |
| 216330 - | 2007 VT94              | 7 de novembre de 2007  | Bisei SG Center      | BATTeRS                |
| 216331 - | 2007 VG125             | 5 de novembre de 2007  | XuYi                 | PMO NEO Survey Program |
| 216332 - | 2007 VN133             | 2 de novembre de 2007  | Catalina             | CSS                    |
| 216333 - | 2007 VR146             | 4 de novembre de 2007  | Mount Lemmon         | Mt. Lemmon Survey      |
| 216334 - | 2006 ST23              | 4 de novembre de 2007  | Mount Lemmon         | Mt. Lemmon Survey      |
| 216335 - | 2007 VK235             | 9 de novembre de 2007  | Kitt Peak            | Spacewatch             |
| 216336 - | 2003 GU43              | 14 de novembre de 2007 | Mount Lemmon         | Mt. Lemmon Survey      |
| 216337 - | 2004 EM91              | 3 de novembre de 2007  | Mount Lemmon         | Mt. Lemmon Survey      |
| 216338 - | 2007 WD21              | 18 de novembre de 2007 | Mount Lemmon         | Mt. Lemmon Survey      |
| 216339 - | 2003 UL114             | 18 de novembre de 2007 | Mount Lemmon         | Mt. Lemmon Survey      |
| 216340 - | 2007 WO35              | 19 de novembre de 2007 | Mount Lemmon         | Mt. Lemmon Survey      |
| 216341 - | 2001 SB331             | 20 de novembre de 2007 | Mount Lemmon         | Mt. Lemmon Survey      |
| 216342 - | 2007 WD55              | 28 de novembre de 2007 | Marly                | P. Kocher              |
| 216343 - | 2007 WJ56              | 28 de novembre de 2007 | Lulin                | Q.-z. Ye i H.-C. Lin   |
| 216344 - | 2005 JT46              | 3 de desembre de 2007  | Catalina             | CSS                    |
| 216345 - | 2007 XC11              | 4 de desembre de 2007  | San Marcello         | L. Tesi i M. Mazzucato |
| 216346 - | 2007 XH23              | 14 de desembre de 2007 | Chante-Perdrix       | Chante-Perdrix         |
| 216347 - | 2007 YM7               | 16 de desembre de 2007 | Kitt Peak            | Spacewatch             |
| 216348 - | 2003 YH146             | 16 de desembre de 2007 | Kitt Peak            | Spacewatch             |
| 216349 - | 2007 YJ35              | 30 de desembre de 2007 | Mount Lemmon         | Mt. Lemmon Survey      |
| 216350 - | 2007 YJ44              | 30 de desembre de 2007 | Kitt Peak            | Spacewatch             |
| 216351 - | 2007 YV46              | 30 de desembre de 2007 | Mount Lemmon         | Mt. Lemmon Survey      |
| 216352 - | 2007 YB53              | 30 de desembre de 2007 | Kitt Peak            | Spacewatch             |
| 216353 - | 2007 YO53              | 30 de desembre de 2007 | Catalina             | CSS                    |
| 216354 - | 2007 YA64              | 30 de desembre de 2007 | Kitt Peak            | Spacewatch             |
| 216355 - | 2007 YX64              | 30 de desembre de 2007 | Mount Lemmon         | Mt. Lemmon Survey      |
| 216356 - | 2008 AG6               | 10 de gener de 2008    | Mount Lemmon         | Mt. Lemmon Survey      |
| 216357 - | 1997 MJ8               | 10 de gener de 2008    | Mount Lemmon         | Mt. Lemmon Survey      |
| 216358 - | 2008 AT17              | 10 de gener de 2008    | Kitt Peak            | Spacewatch             |
| 216359 - | 1996 TQ25              | 10 de gener de 2008    | Mount Lemmon         | Mt. Lemmon Survey      |
| 216360 - | 2008 AV66              | 11 de gener de 2008    | Kitt Peak            | Spacewatch             |
| 216361 - | 2004 FC159             | 11 de gener de 2008    | Mount Lemmon         | Mt. Lemmon Survey      |
| 216362 - | 2004 DF4               | 15 de gener de 2008    | Mount Lemmon         | Mt. Lemmon Survey      |
| 216363 - | 2008 AF85              | 13 de gener de 2008    | Kitt Peak            | Spacewatch             |
| 216364 - | 2004 ES104             | 12 de gener de 2008    | Mount Lemmon         | Mt. Lemmon Survey      |
| 216365 - | 2002 QY123             | 13 de gener de 2008    | Kitt Peak            | Spacewatch             |
| 216366 - | 2008 AP95              | 14 de gener de 2008    | Kitt Peak            | Spacewatch             |
| 216367 - | 2008 AE101             | 14 de gener de 2008    | Kitt Peak            | Spacewatch             |
| 216368 - | 2005 ND72              | 14 de gener de 2008    | Costitx              | OAM                    |
| 216369 - | 2004 FD25              | 10 de gener de 2008    | Kitt Peak            | Spacewatch             |
| 216370 - | 2008 AU117             | 10 de gener de 2008    | Kitt Peak            | Spacewatch             |
| 216371 - | 2008 AB118             | 12 de gener de 2008    | Mount Lemmon         | Mt. Lemmon Survey      |
| 216372 - | 2000 UQ106             | 18 de gener de 2008    | Kitt Peak            | Spacewatch             |
| 216373 - | 2008 AY72              | 28 de gener de 2008    | Lulin                | LUSS                   |
| 216374 - | 2008 BB16              | 28 de gener de 2008    | Lulin                | LUSS                   |
| 216375 - | 2008 BL20              | 30 de gener de 2008    | Catalina             | CSS                    |
| 216376 - | 2000 HW91              | 30 de gener de 2008    | Catalina             | CSS                    |
| 216377 - | 2008 BE27              | 30 de gener de 2008    | Mount Lemmon         | Mt. Lemmon Survey      |
| 216378 - | 2008 BL35              | 30 de gener de 2008    | Kitt Peak            | Spacewatch             |
| 216379 - | 2005 UF474             | 30 de gener de 2008    | Kitt Peak            | Spacewatch             |
| 216380 - | 2008 BH40              | 30 de gener de 2008    | Socorro              | LINEAR                 |
| 216381 - | 1998 BO30              | 30 de gener de 2008    | Kitt Peak            | Spacewatch             |
| 216382 - | 2008 BW43              | 30 de gener de 2008    | Catalina             | CSS                    |
| 216383 - | 2008 BC48              | 16 de gener de 2008    | Kitt Peak            | Spacewatch             |
| 216384 - | 2006 UL14              | 17 de gener de 2008    | Kitt Peak            | Spacewatch             |
| 216385 - | 2008 BX49              | 18 de gener de 2008    | Mount Lemmon         | Mt. Lemmon Survey      |
| 216386 - | 2003 GO46              | 2 de febrer de 2008    | Catalina             | CSS                    |
| 216387 - | 1999 RE248             | 7 de febrer de 2008    | Mount Lemmon         | Mt. Lemmon Survey      |
| 216388 - | 2008 CU75              | 3 de febrer de 2008    | Mount Lemmon         | Mt. Lemmon Survey      |
| 216389 - | 2008 CE124             | 7 de febrer de 2008    | Mount Lemmon         | Mt. Lemmon Survey      |
| 216390 - | 2008 CK177             | 14 de febrer de 2008   | Taunus               | E. Schwab i R. Kling   |
| 216391 - | 2008 CR179             | 7 de febrer de 2008    | Catalina             | CSS                    |
| 216392 - | 2006 WJ81              | 3 de febrer de 2008    | Catalina             | CSS                    |
| 216393 - | 2006 WR143             | 8 de febrer de 2008    | Kitt Peak            | Spacewatch             |
| 216394 - | 2008 DB3               | 24 de febrer de 2008   | Mount Lemmon         | Mt. Lemmon Survey      |
| 216395 - | 2005 MW                | 24 de febrer de 2008   | Mount Lemmon         | Mt. Lemmon Survey      |
| 216396 - | 2004 LU9               | 28 de febrer de 2008   | Catalina             | CSS                    |
| 216397 - | 2008 EP5               | 2 de març de 2008      | Kitt Peak            | Spacewatch             |
| 216398 - | 2003 FJ20              | 3 de març de 2008      | Catalina             | CSS                    |
| 216399 - | 2008 EU52              | 6 de març de 2008      | Mount Lemmon         | Mt. Lemmon Survey      |
| 216400 - | 2008 EX88              | 8 de març de 2008      | Socorro              | LINEAR                 |